# Cupido felthami
Cupido felthami är en fjärilsart som beskrevs av Stevenson 1924. Cupido felthami ingår i släktet Cupido och familjen juvelvingar. Inga underarter finns listade i Catalogue of Life.